# Sanikiluaq
Sanikiluaq (ᓴᓂᑭᓗᐊᖅ) est un hameau inuit situé sur la rive nord de l'île Flaherty des îles Belcher dans la baie d'Hudson dans la région de Qikiqtaaluk au Nunavut au Canada. C'est la communauté la plus australe du territoire.

## Histoire
La communauté fut développée au début des années 1970 pour remplacer le « South Camp » (littéralement, Camp Sud) situé plus au sud dans l'archipel.

## Démographie
| 2001 | 2006 | 2011 | 2016 |
| ---- | ---- | ---- | ---- |
| 684  | 744  | 812  | 882  |

## Transports
La communauté est desservie par l'aéroport de Sanikiluaq. Il y a des vols trois fois par semaine : les lundi, mercredi et vendredi. Les vols sont assurés par les lignes aériennes Air Inuit et Kivalliq Air de Winnipeg au Manitoba.

## Administration
La communauté fait partie de la circonscription Hudson Bay. Lors des élections générales du Nunavut de 2008, Allan Rumbolt fut élu afin de représenter la communauté à l'Assemblée législative du Nunavut. Le maire du conseil municipal est Davidee Kowcharlie.

## Scolarité
Sanikiluaq possède un établissement d'enseignement secondaire la Paatsaali School,,,,. Il a ouvert ses portes en 2011 et accueille 176 élèves de la septième à la douzième année.

## Personnalité connue
- Moses Appaqaq (en)
- Kelly Fraser

## Annexe